# Quando/L'arca di Noè
Quando/L'arca di Noè è un singolo di Wess & The Airedales, pubblicato dalla Durium nel 1970. Entrambi i brani sono estratti dall'album Quando, il cui titolo è preso dall'omonima canzone di Luigi Tenco.

## I brani

### Quando
Cover dell'omonimo brano scritto e, originariamente, cantato da Luigi Tenco. Presente sul lato A del singolo.

### L'arca di Noè
Cover dell'originale, scritto da Sergio Endrigo e presentato al Festival di Sanremo 1970 (dove si classificò al 3º posto) dall'autore stesso, in doppia esecuzione con Iva Zanicchi. Presente sul lato B del singolo.

## Tracce
1. Quando – 3:19 (Luigi Tenco; edizioni musicali Ritmi e Canzoni)
2. L'arca di Noè (Festival di Sanremo 1970) – 3:22 (Sergio Endrigo; edizioni musicali Usignolo)